# Macrodactyla
Genre
Macrodactyla est un genre d'anémone de mer de la famille des actiniidés.

## Liste d'espèces
Selon World Register of Marine Species (26 mars 2012) et ITIS (26 mars 2012) :
- Macrodactyla aspera (Haddon & Shackleton, 1893)
- Macrodactyla doreensis (Quoy & Gaimard, 1833)